# 1166

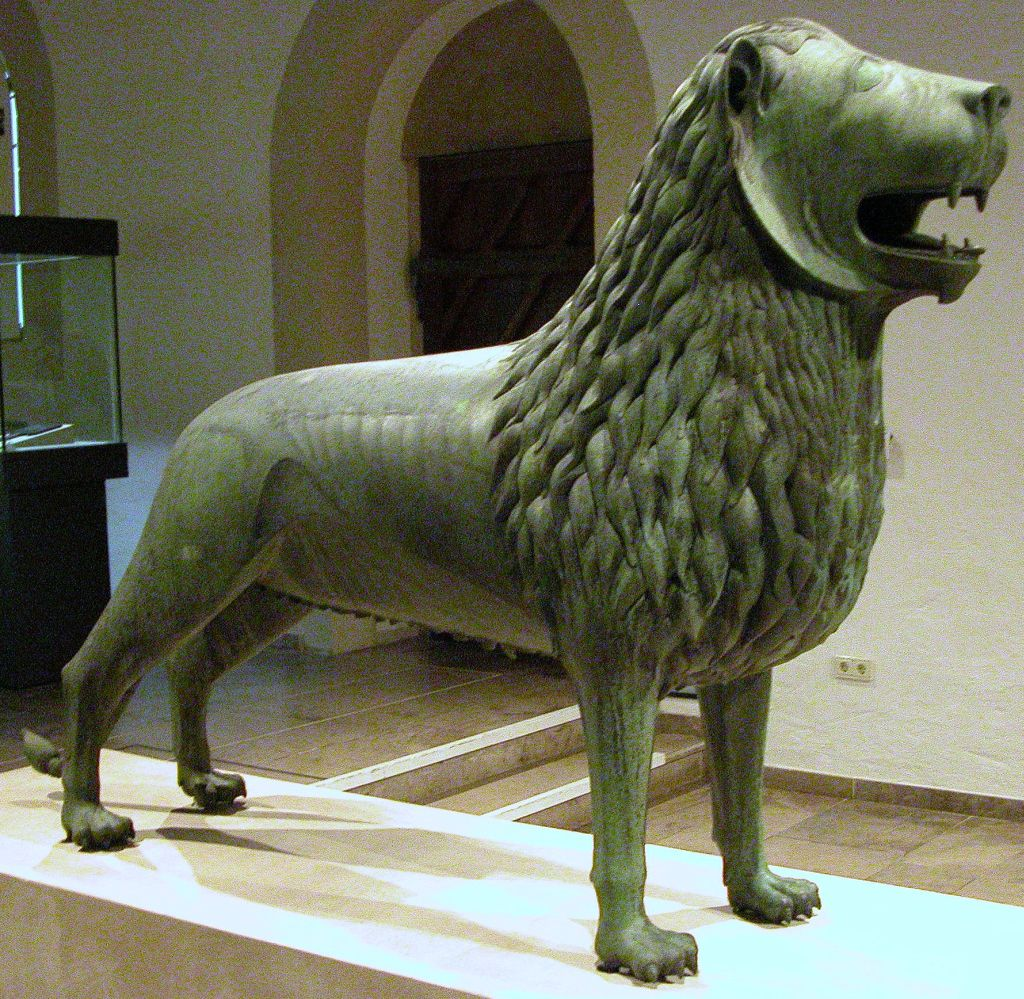
Brunswijker Leeuw

Het jaar 1166 is het 66e jaar in de 12e eeuw volgens de christelijke jaartelling.

## Gebeurtenissen
- Olav Ugjæva komt in opstand tegen koning Magnus V van Noorwegen en diens vader en regent Erling Skakke, en wordt tot koning uitgeroepen.
- Stefan Nemanja komt in opstand tegen zijn broer Tihomir, grootžupan van Raška maar vazal van Byzantium.
- Asad ad-Din Shirkuh, generaal van atabeg Nur ad-Din van Syrië, trekt opnieuw ten strijde tegen Egypte.
- Floris III van Holland stelt opnieuw het tol bij Geervliet in. Filips van Vlaanderen gaat hierop de strijd met hem aan en neemt Floris gevangen.
- Stichting van de stad Aat.
- De christenen veroveren Alburquerque op de moslims.
- De sarcofaag van de in 814 gestorven Karel de Grote in Aken wordt geopend, men vindt daar de talisman van Karel de Grote.
- Na het kinderloos overlijden van Diederik van Aalst, heer van Aalst, gaat het graafschap over op de graaf van Vlaanderen.
- Aken krijgt bijzondere privileges; dit kan beschouwd worden als het begin van de Rijksstad Aken.
- De Brunswijker Leeuw wordt gemaakt in opdracht van Hendrik de Leeuw. Het is het eerste gegoten grote kunstwerk sinds de oudheid.
- De Poperingevaart wordt gegraven.
- Oudste vermelding van Berlare, Koersel, Mill

## Opvolging
- patriarch van Alexandrië (Grieks) - Theodosius II opgevolgd door Sofronius III (jaartal bij benadering)
- patriarch van Alexandrië (Koptisch) - Johannes V opgevolgd door Marcus III
- patriarch van Antiochië (Syrisch) - Athanasius VII opgevolgd door Michaël I de Grote
- Bretagne - Conan IV opgevolgd door zijn dochter Constance onder feitelijk regentschap van Hendrik II van Engeland
- Chalon - Willem I opgevolgd door zijn zoon Willem II
- Meulan en Elbeuf - Walram IV opgevolgd door zijn zoon Robert II
- Périgord - Boso III opgevolgd door Eli V
- Provence - Raymond Berengarius III opgevolgd door zijn dochter Dulcia II
- Sicilië - Willem I opgevolgd door zijn zoon Willem II onder regentschap van diens moeder Margaretha van Navarra

## Afbeeldingen

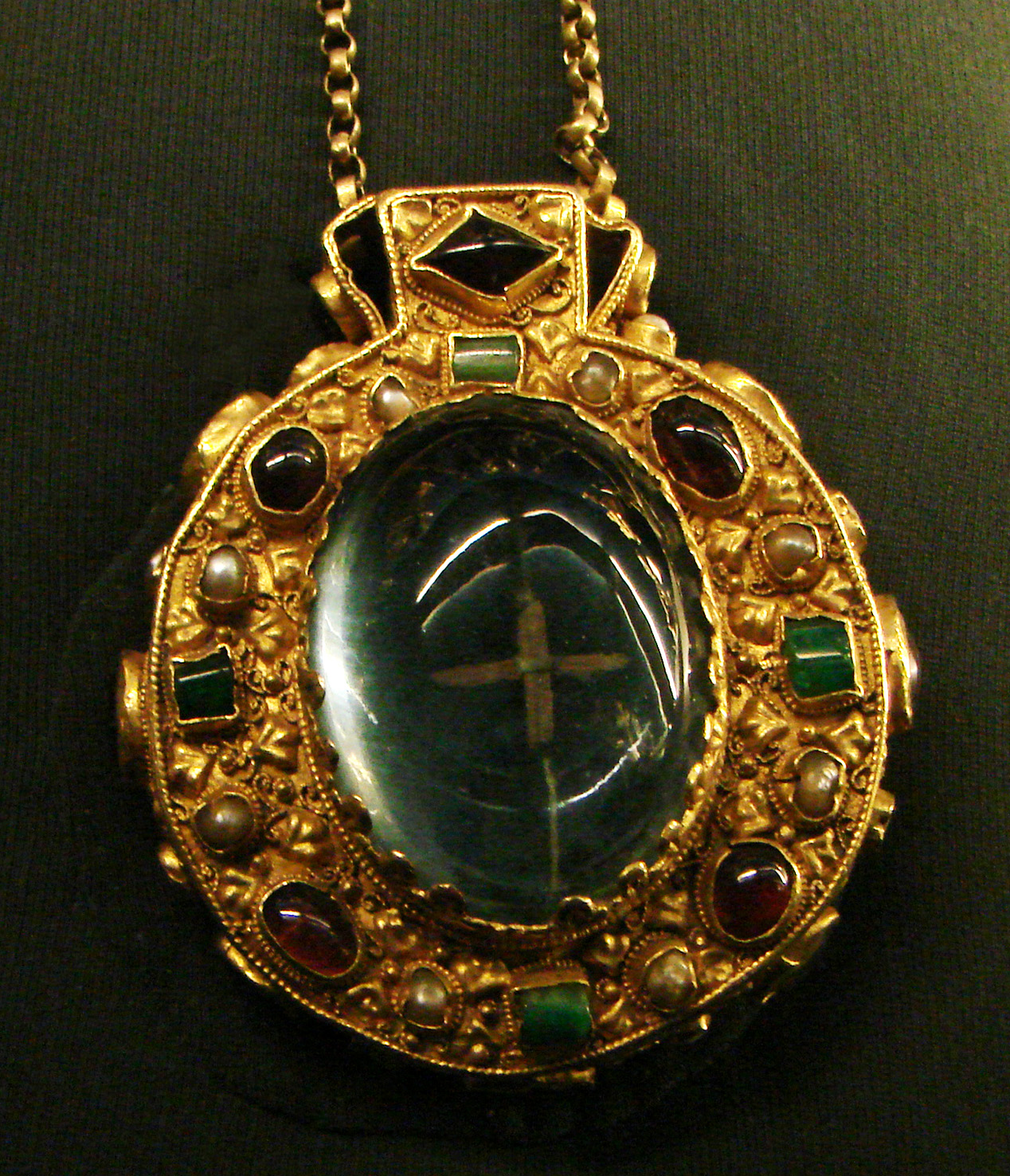
talisman van Karel de Grote
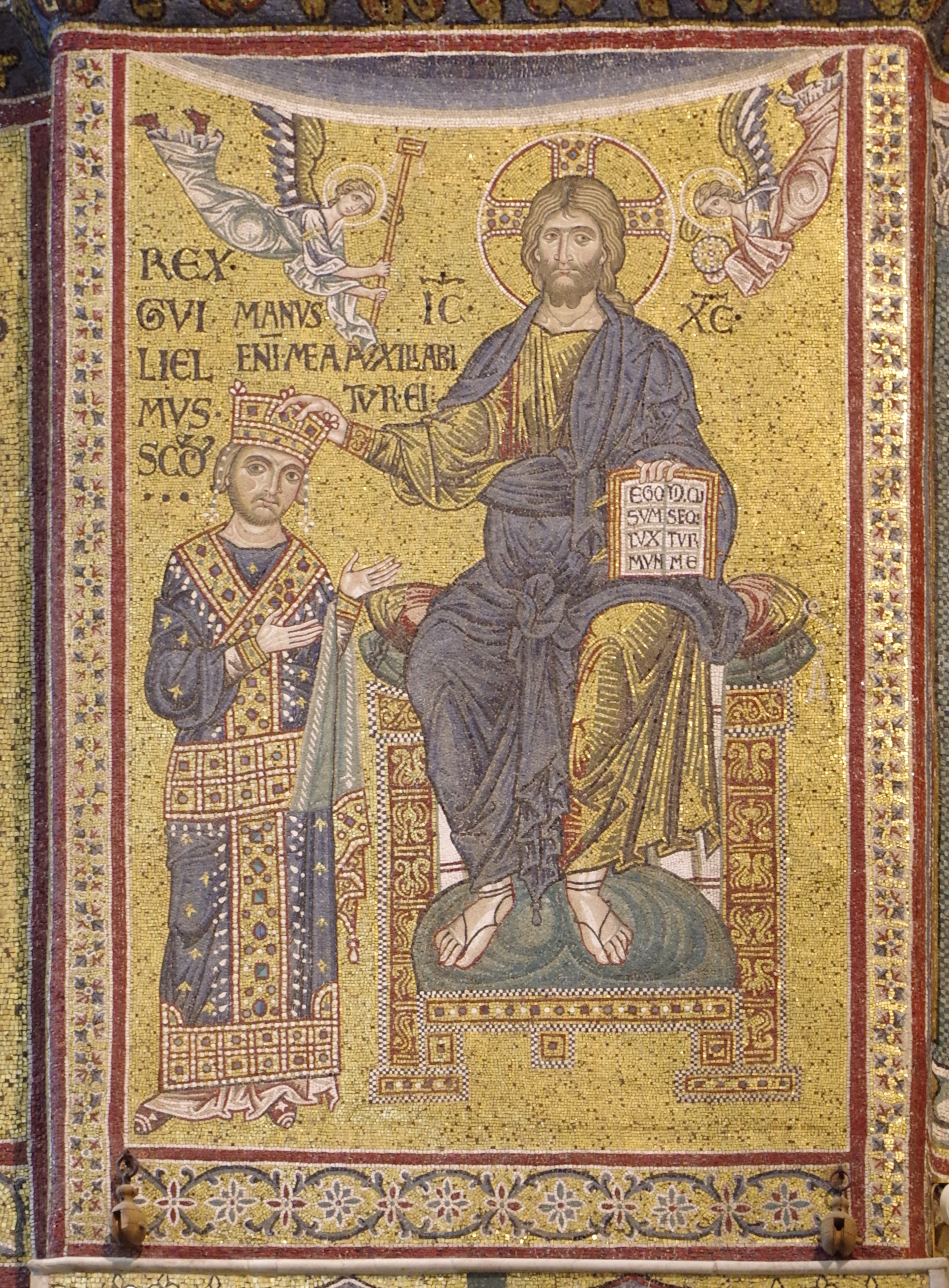
Christus kroont Willem II van Sicilië
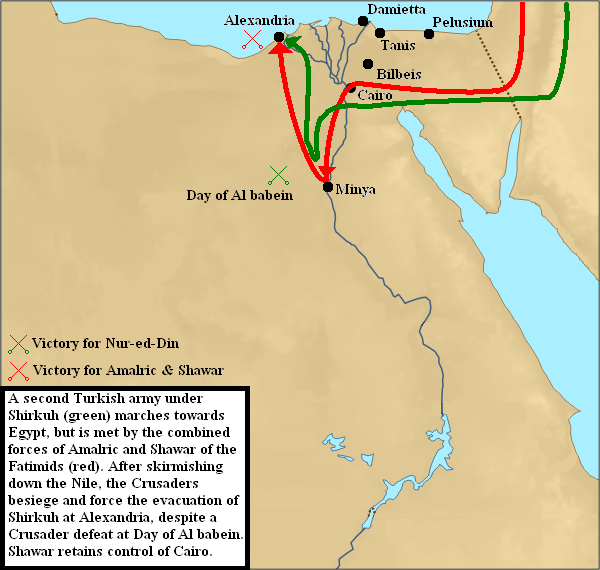
krijgstochten in Egypte 1166
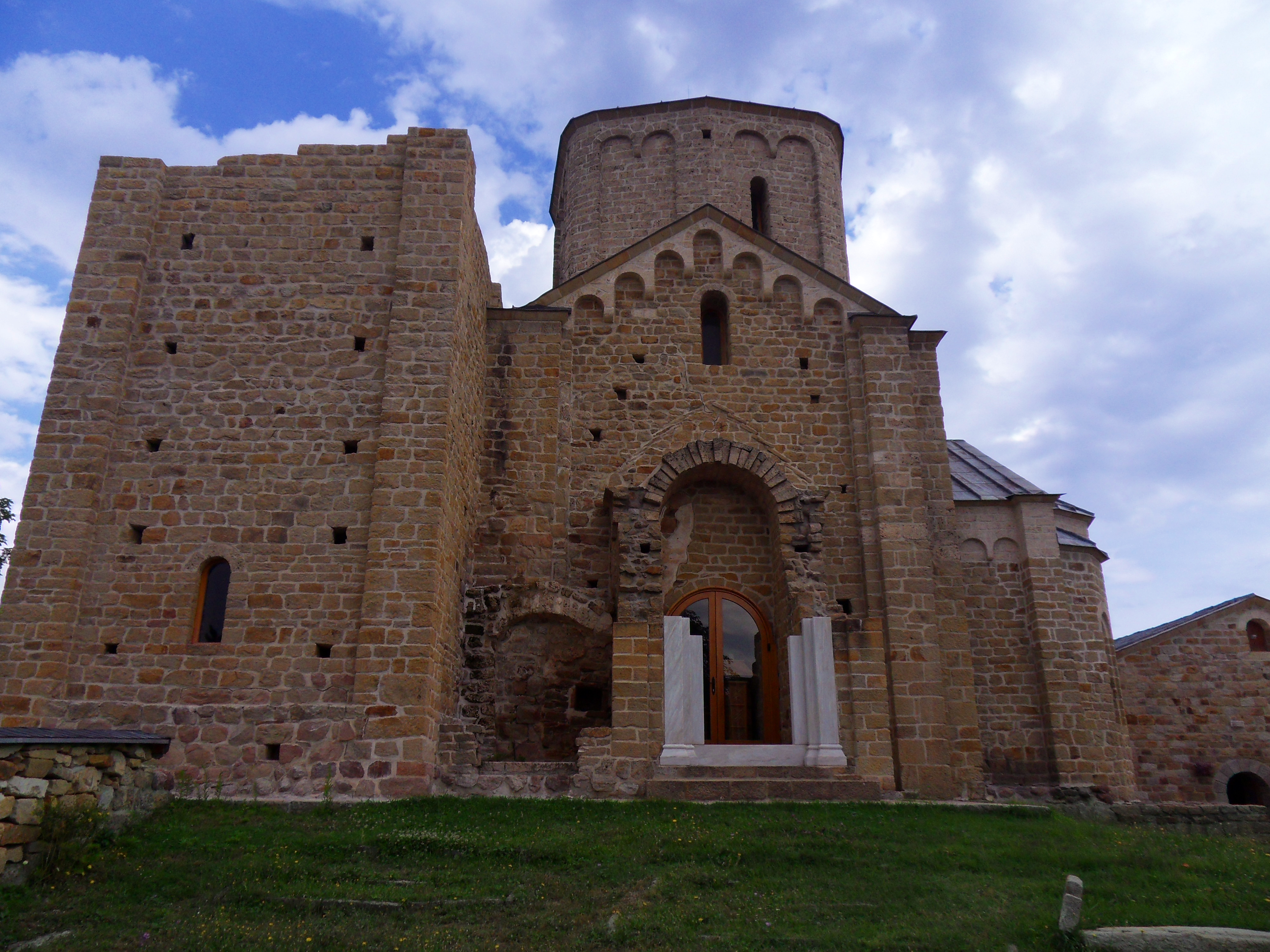
klooster Đurđevi Stupovi, gesticht 1166
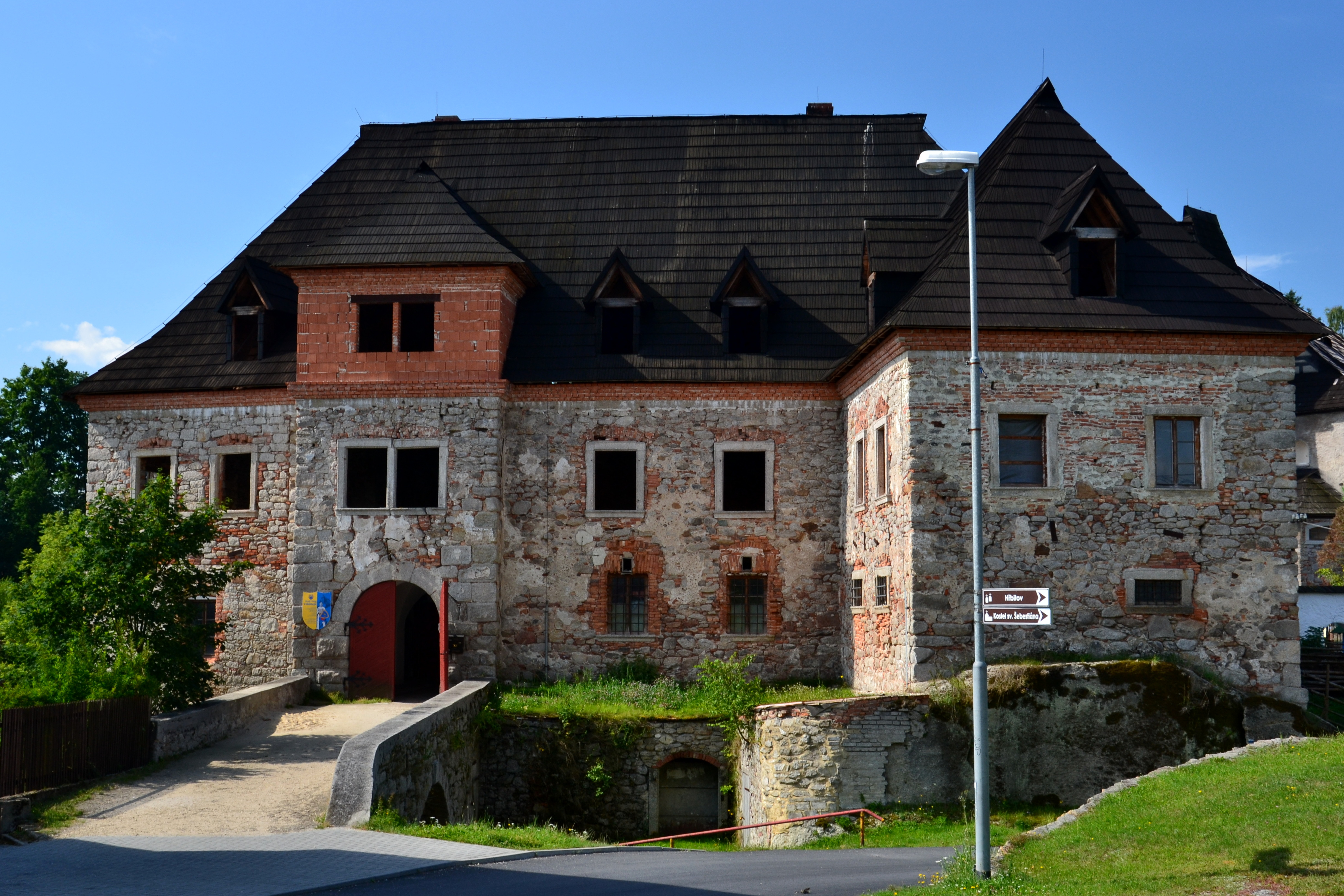
kasteel Vildštejn, gesticht 1166

## Geboren
- 29 juli - Hendrik II van Champagne, koning van Jeruzalem (1192-1197)
- 24 december - Jan zonder Land, koning van Engeland (1199-1216)
- Lodewijk III, graaf van Württemberg
- Odo III, hertog van Bourgondië
- Albert van Leuven, prins-bisschop van Luik (jaartal bij benadering)
- Humfred IV van Toron, Jeruzalems edelman (jaartal bij benadering)
- Muhammad al-Idrisi, Marokkaans-Siciliaans geograaf (jaartal bij benadering)
- Wouter III van Châtillon, graaf van Saint-Pol (jaartal bij benadering)

## Overleden
- ca. 9 april - Walram IV (~61), graaf van Meulan en earl van Worcester
- 14 mei - Willem I (~43), koning van Sicilië (1154-1166)
- Raymond Berengarius III (~30), graaf van Provence
- Willem I, graaf van Chalon
- Boso III, graaf van Périgord (jaartal bij benadering)
- Gerlachus van Houthem, Nederlands kluizenaar (jaartal bij benadering)